# Vouauxiomyces truncatus
Vouauxiomyces truncatus är en lavart som först beskrevs av B. de Lesd., och fick sitt nu gällande namn av Dyko & D. Hawksw. 1979. Vouauxiomyces truncatus ingår i släktet Vouauxiomyces, divisionen sporsäcksvampar och riket svampar.   Inga underarter finns listade i Catalogue of Life.